# Campionati europei a squadre di atletica leggera 2015
I VI Campionati europei a squadre di atletica leggera si sono tenuti a Čeboksary, in Russia, dal 20 al 21 giugno 2015. 

## Sedi
| Divisione     | Date              | Città        | Nazione     |
| ------------- | ----------------- | ------------ | ----------- |
| Super League  | 20-21 giugno 2015 | Čeboksary    | Russia      |
| First League  | 20-21 giugno 2015 | Candia       | Grecia      |
| Second League | 20-21 giugno 2015 | Stara Zagora | Bulgaria    |
| Third League  | 20-21 giugno 2015 | Baku         | Azerbaigian |

## Super League

### Classifica
| Pos. | Nazione       | Punti | Note                       |
| ---- | ------------- | ----- | -------------------------- |
| 1    | Russia        | 368,5 | Oro                        |
| 2    | Germania      | 346,5 | Argento                    |
| 3    | Francia       | 319,5 | Bronzo                     |
| 4    | Polonia       | 317   |                            |
| 5    | Gran Bretagna | 291   |                            |
| 6    | Italia        | 288   |                            |
| 7    | Ucraina       | 281,5 |                            |
| 8    | Spagna        | 230,5 |                            |
| 9    | Bielorussia   | 217   |                            |
| 10   | Svezia        | 187   | Retrocesse in First League |
| 11   | Finlandia     | 149,5 | Retrocesse in First League |
| 12   | Norvegia      | 121   | Retrocesse in First League |

### Tabella punti
| Specialità             | Specialità | BLR | FIN   | FRA   | DEU   | GBR | ITA | NOR | POL | RUS   | ESP   | SWE | UKR   |
| ---------------------- | ---------- | --- | ----- | ----- | ----- | --- | --- | --- | --- | ----- | ----- | --- | ----- |
| 100 metri              | Uomini     | 2   | 3     | 12    | 10    | 11  | 9   | 4   | 5   | 7     | 1     | 6   | 8     |
| 100 metri              | Donne      | 5   | 1     | 3     | 9     | 12  | 7   | 6   | 10  | 8     | 4     | 2   | 11    |
| 200 metri              | Uomini     | 3   | 4     | 6     | 5     | 11  | 10  | 2   | 8,5 | 1     | 7     | 8,5 | 12    |
| 200 metri              | Donne      | 1   | 2     | 6     | 8     | 11  | 9   | 4   | 7   | 10    | 3     | 5   | 12    |
| 400 metri              | Uomini     | 10  | 1     | 11    | 7     | 12  | 4   | 6   | 3   | 9     | 5     | 2   | 8     |
| 400 metri              | Donne      | 4   | 1     | 12    | 8     | 9   | 10  | 2   | 7   | 11    | 5     | 3   | 6     |
| 800 metri              | Uomini     | 1   | 2     | 11    | 6     | 4   | 12  | 3   | 10  | 9     | 5     | 7   | 8     |
| 800 metri              | Donne      | 9   | 1     | 12    | 7     | 5   | 2   | 4   | 11  | 8     | 6     | 3   | 10    |
| 1.500 metri            | Uomini     | 2   | 1     | 5     | 9     | 10  | 4   | 6   | 11  | 12    | 7     | 3   | 8     |
| 1.500 metri            | Donne      | 2   | 1     | 4     | 7     | 10  | 6   | 11  | 9   | 12    | 3     | 5   | 8     |
| 3.000 metri            | Uomini     | 5   | 2     | 7     | 12    | 10  | 4   | 3   | 8   | 9     | 11    | 1   | 6     |
| 3.000 metri            | Donne      | 9   | 2     | 7     | 11    | 5   | 8   | 1   | 12  | 10    | 6     | 4   | 3     |
| 5.000 metri            | Uomini     | 1   | 2     | 12    | 3     | 10  | 8   | 4   | 5   | 9     | 11    | 7   | 6     |
| 5.000 metri            | Donne      | 11  | 3     | 10    | 4     | 5   | 7   | 1   | 12  | 9     | 6     | 2   | 8     |
| 3.000 metri siepi      | Uomini     | 2   | 8     | 4     | 9     | 3   | 10  | 1   | 12  | 11    | 7     | 5   | 6     |
| 3.000 metri siepi      | Donne      | 4   | 8     | 10    | 12    | 11  | 3   | 1   | 7   | 2     | 9     | 6   | 5     |
| 110/100 metri ostacoli | Uomini     | 5   | 4     | 11    | 9     | 10  | 8   | 1   | 7   | 12    | 6     | 2   | 3     |
| 110/100 metri ostacoli | Donne      | 12  | 1     | 8     | 10    | 5   | 3   | 4   | 9   | 11    | 6     | 2   | 7     |
| 400 metri ostacoli     | Uomini     | 3   | 9     | 5     | 6     | 8   | 10  | 2   | 11  | 12    | 7     | 1   | 4     |
| 400 metri ostacoli     | Donne      | 7   | 3     | 5     | 4     | 12  | 10  | 1   | 6   | 9     | 2     | 8   | 11    |
| Staffetta 4×100 metri  | Uomini     | 2   | 3     | 11    | 9     | 12  | 10  | 0   | 5   | 6     | 4     | 7   | 8     |
| Staffetta 4×100 metri  | Donne      | 3   | 1     | 7     | 10    | 2   | 8   | 6   | 9   | 11    | 4     | 5   | 12    |
| Staffetta 4×400 metri  | Uomini     | 3   | 1     | 12    | 8     | 11  | 5   | 2   | 10  | 9     | 6     | 4   | 7     |
| Staffetta 4×400 metri  | Donne      | 5   | 1     | 11    | 8     | 7   | 9   | 2   | 6   | 12    | 4     | 3   | 10    |
| Salto in alto          | Uomini     | 9   | 2     | 8     | 10    | 6,5 | 11  | 1   | 3   | 12    | 5     | 4   | 6,5   |
| Salto in alto          | Donne      | 4   | 2,5   | 1     | 6,5   | 6,5 | 5   | 2,5 | 10  | 12    | 11    | 9   | 8     |
| Salto con l'asta       | Uomini     | 5   | 1     | 12    | 11    | 4   | 9   | 7,5 | 10  | 7,5   | 3     | 2   | 6     |
| Salto con l'asta       | Donne      | 4   | 9     | 7,5   | 12    | 6   | 0   | 5   | 2   | 11    | 7,5   | 10  | 3     |
| Salto in lungo         | Uomini     | 2   | 6     | 11    | 10    | 5   | 3   | 1   | 4   | 12    | 7     | 9   | 8     |
| Salto in lungo         | Donne      | 11  | 1     | 8     | 10    | 7   | 5   | 3   | 2   | 12    | 4     | 9   | 6     |
| Salto triplo           | Uomini     | 9   | 10    | 6     | 7     | 2   | 12  | 1   | 4   | 11    | 8     | 3   | 5     |
| Salto triplo           | Donne      | 3   | 6     | 7     | 11    | 9   | 10  | 1   | 4   | 12    | 8     | 2   | 5     |
| Getto del peso         | Uomini     | 10  | 6     | 9     | 12    | 2   | 5   | 1   | 11  | 8     | 7     | 4   | 3     |
| Getto del peso         | Donne      | 10  | 1     | 6     | 12    | 3   | 9   | 2   | 8   | 11    | 4     | 7   | 5     |
| Lancio del disco       | Uomini     | 4   | 2     | 8     | 11    | 5   | 9   | 6   | 12  | 7     | 10    | 0   | 3     |
| Lancio del disco       | Donne      | 1   | 10    | 12    | 8     | 3   | 4   | 2   | 11  | 6     | 7     | 5   | 9     |
| Lancio del martello    | Uomini     | 7   | 3     | 6     | 1     | 11  | 8   | 5   | 12  | 9     | 4     | 2   | 10    |
| Lancio del martello    | Donne      | 9   | 3     | 10    | 11    | 8   | 4   | 1   | 12  | 7     | 2     | 5   | 6     |
| Lancio del giavellotto | Uomini     | 7   | 12    | 3     | 11    | 2   | 9   | 4   | 8   | 10    | 1     | 6   | 5     |
| Lancio del giavellotto | Donne      | 11  | 10    | 3     | 12    | 5   | 9   | 1   | 4   | 2     | 7     | 8   | 6     |
| Paese                  | Paese      | BLR | FIN   | FRA   | DEU   | GBR | ITA | NOR | POL | RUS   | ESP   | SWE | UKR   |
| Totale                 | Totale     | 217 | 149,5 | 319,5 | 346,5 | 291 | 288 | 121 | 317 | 368,5 | 230,5 | 187 | 281,5 |

### Risultati

#### Uomini
| Specialità | Oro                                                                        | Prestazione | Argento                                                                             | Prestazione | Bronzo                                                                | Prestazione |
| Corse piane |                                                                            |             |                                                                                     |             |                                                                       |             |
| 100 metri | Christophe Lemaitre Francia                                                | 10"26       | Richard Kilty Gran Bretagna                                                         | 10"35       | Sven Knipphals Germania                                               | 10"50       |
| 200 metri | Serhij Smelyk Ucraina                                                      | 20"45       | Daniel Talbot Gran Bretagna                                                         | 20"62       | Enrico Demonte Italia                                                 | 20"67       |
| 400 metri | Jarryd Dunn Gran Bretagna                                                  | 45"09       | Mame-Ibra Anne Francia                                                              | 45"26       | Aliaksandr Linnik Bielorussia                                         | 45"43       |
| 800 metri | Giordano Benedetti Italia                                                  | 1'45"11     | Pierre-Ambroise Bosse Francia                                                       | 1'45"14     | Adam Kszczot Polonia                                                  | 1'45"84     |
| 1.500 metri | Valentin Smirnov Russia                                                    | 3'52"03     | Marcin Lewandowski Polonia                                                          | 3'52"06     | Oli Aitchison Gran Bretagna                                           | 3'52"33     |
| 3.000 metri | Richard Ringer Germania                                                    | 8'34"35     | Roberto Aláiz Spagna                                                                | 8'35"07     | Andrew Butchart Gran Bretagna                                         | 8'35"75     |
| 5.000 metri | Morhad Amdouni Francia                                                     | 14'04"63    | Jesús España Spagna                                                                 | 14'05"09    | Andy Vernon Gran Bretagna                                             | 14'05"85    |
| Corse a ostacoli |                                                                            |             |                                                                                     |             |                                                                       |             |
| 3000 metri siepi | Krystian Zalewski Polonia                                                  | 8'37"51     | Nikolaj Čavkin Russia                                                               | 8'39"39     | Yuri Floriani Italia                                                  | 8'40"47     |
| 110 metri ostacoli | Sergej Šubenkov Russia                                                     | 13"22       | Pascal Martinot-Lagarde Francia                                                     | 13"42       | Lawrence Clarke Gran Bretagna                                         | 13"64       |
| 400 metri ostacoli | Denis Kudrjavcev Russia                                                    | 48"67       | Patryk Dobek Polonia                                                                | 49"04       | Leonardo Capotosti Italia                                             | 49"93       |
| Staffette |                                                                            |             |                                                                                     |             |                                                                       |             |
| Staffetta 4x100 m | Gran Bretagna Richard Kilty Daniel Talbot James Ellington Andrew Robertson | 38"21       | Francia Pierre Vincent Christophe Lemaître Pierre-Alexis Pessonneaux Emmanuel Biron | 38"34       | Italia Massimiliano Ferraro Enrico Demonte Davide Manenti Delmas Obou | 38"71       |
| Staffetta 4x400 m | Francia Mame-Ibra Anne Mamoudou Hanne Teddy Venel Thomas Jordier           | 3'00"47     | Gran Bretagna Rabah Yousif Conrad Williams Delano Williams Richard Buck             | 3'00"54     | Polonia Łukasz Krawczuk Michał Pietrzak Rafał Omelko Patryk Dobek     | 3'01"24     |
| Salti |                                                                            |             |                                                                                     |             |                                                                       |             |
| Salto in alto | Daniil Cyplakov Russia                                                     | 2,33 m      | Marco Fassinotti Italia                                                             | 2,28 m      | Mateusz Przybylko Germania                                            | 2,25 m      |
| Salto con l'asta | Renaud Lavillenie Francia                                                  | 5,85 m      | Raphael Holzdeppe Germania                                                          | 5,85 m      | Piotr Lisek Polonia                                                   | 5,80 m      |
| Salto in lungo | Aleksandr Men'kov Russia                                                   | 8,26 m      | Kafétien Gomis Francia                                                              | 8,26 m      | Alyn Camara Germania                                                  | 8,11 m      |
| Salto triplo | Fabrizio Donato Italia                                                     | 17,11 m     | Aleksey Fëdorov Russia                                                              | 16,92 m     | Simo Lipsanen Finlandia                                               | 16,62 m     |
| Lanci |                                                                            |             |                                                                                     |             |                                                                       |             |
| Getto del peso | David Storl Germania                                                       | 21,20 m     | Tomasz Majewski Polonia                                                             | 20,23 m     | Pavel Lyžyn Bielorussia                                               | 20,15 m     |
| Lancio del disco | Robert Urbanek Polonia                                                     | 63,03 m     | Martin Wierig Germania                                                              | 60,23 m     | Frank Casañas Spagna                                                  | 60,01 m     |
| Lancio del martello | Paweł Fajdek Polonia                                                       | 81,64 m     | Nick Miller Gran Bretagna                                                           | 75,91 m     | Jevhen Vynohradov Ucraina                                             | 75,91 m     |
| Lancio del giavellotto | Tero Pitkämäki Finlandia                                                   | 84,44 m     | Johannes Vetter Germania                                                            | 78,97 m     | Valeriy Iordan Russia                                                 | 78,32 m     |
| miglior prestazione mondiale under 20; miglior prestazione mondiale stagionale under 20; record europeo; miglior prestazione europea stagionale; record europeo under 20; record europeo stagionale under 20; record dei campionati; record nazionale; record nazionale under 20; record nazionale under 18; record personale; record personale stagionale. |                                                                            |             |                                                                                     |             |                                                                       |             |

#### Donne
| Specialità | Oro                                                                               | Prestazione | Argento                                                                           | Prestazione | Bronzo                                                                 | Prestazione |
| Corse piane |                                                                                   |             |                                                                                   |             |                                                                        |             |
| 100 metri | Asha Philip Gran Bretagna                                                         | 11"27       | Natalija Pohrebnjak Ucraina                                                       | 11"29       | Ewa Swoboda Polonia                                                    | 11"48       |
| 200 metri | Natalija Pohrebnjak Ucraina                                                       | 22"76       | Bianca Williams Gran Bretagna                                                     | 23"16       | Ekaterina Smirnova Russia                                              | 23"29       |
| 400 metri | Floria Gueï Francia                                                               | 51"55       | Marija Michailjuk Russia                                                          | 51"59       | Libania Grenot Italia                                                  | 51"82       |
| 800 metri | Rénelle Lamote Francia                                                            | 2'00"18     | Joanna Jóźwik Polonia                                                             | 2'00"30     | Anastasija Tkačuk Ucraina                                              | 2'00"72     |
| 1.500 metri | Anna Ščagina Russia                                                               | 4'15"22     | Karoline Bjerkeli Grøvdal Norvegia                                                | 4'16"22     | Rhianwedd Price Gran Bretagna                                          | 4'16"59     |
| 3.000 metri | Sofia Ennaoui Polonia                                                             | 9'20"39     | Maren Kock Germania                                                               | 9'20"82     | Elena Korobkina Russia                                                 | 9'20"93     |
| 5.000 metri | Renata Pliś Polonia                                                               | 15'49"31    | Vol'ha Mazuronak Bielorussia                                                      | 15'51"89    | Clémence Calvin Francia                                                | 15'53"28    |
| Corse a ostacoli |                                                                                   |             |                                                                                   |             |                                                                        |             |
| 3000 metri siepi | Gesa-Felicitas Krause Germania                                                    | 9'46"49     | Lennie Waite Gran Bretagna                                                        | 9'59"75     | Emma Oudiou Francia                                                    | 10'01"02    |
| 100 metri ostacoli | Alina Talaj Bielorussia                                                           | 12"80       | Nina Morozova Russia                                                              | 12"85       | Cindy Roleder Germania                                                 | 12"92       |
| 400 metri ostacoli | Eilidh Child Gran Bretagna                                                        | 54"47       | Anna Titimec' Ucraina                                                             | 54"75       | Yadisleidy Pedroso Italia                                              | 55"18       |
| Staffette |                                                                                   |             |                                                                                   |             |                                                                        |             |
| Staffetta 4x100 m | Ucraina Nataliya Strohova Nataliya Pohrebnyak Viktoriya Kashcheyeva Hrystyna Stuy | 42"50       | Russia Marina Panteleyeva Kseniya Ryzhova Yelizaveta Demirova Yekaterina Smirnova | 42"99       | Germania Yasmin Kwadwo Tatjana Pinto Rebekka Haase Alexandra Burghardt | 43"21       |
| Staffetta 4x400 m | Russia Alena Mamina Kseniya Zadorina Kseniya Ryzhova Mariya Mikhailyuk            | 3'24"98     | Francia Elea Mariama Diarra Agnes Raharolahy Deborah Sananes Floria Guei          | 3'28"84     | Ucraina Viktoriya Tkachuk Alina Lohvynenko Olha Bibik Olha Zemlyak     | 3'29"79     |
| Salti |                                                                                   |             |                                                                                   |             |                                                                        |             |
| Salto in alto | Marija Kučina Russia                                                              | 1,99 m      | Ruth Beitia Spagna                                                                | 1,97 m      | Kamila Lićwinko Polonia                                                | 1,97 m      |
| Salto con l'asta | Silke Spiegelburg Germania                                                        | 4,75 m =    | Anželika Sidorova Russia                                                          | 4,70 m      | Angelica Bengtsson Svezia                                              | 4,60 m      |
| Salto in lungo | Dar'ja Klišina Russia                                                             | 6,95 m      | Vol'ha Sudareva Bielorussia                                                       | 6,86 m      | Sosthene Taroum Moguenara Germania                                     | 6,79 m      |
| Salto triplo | Ekaterina Koneva Russia                                                           | 14,98 m     | Kristin Gierisch Germania                                                         | 14,46 m     | Simona La Mantia Italia                                                | 14,22 m     |
| Lanci |                                                                                   |             |                                                                                   |             |                                                                        |             |
| Getto del peso | Christina Schwanitz Germania                                                      | 19,82 m     | Irina Tarasova Russia                                                             | 18,51 m     | Alëna Dubickaja Bielorussia                                            | 18,38 m     |
| Lancio del disco | Mélina Robert-Michon Francia                                                      | 62,24 m     | Żaneta Glanc Polonia                                                              | 58,92 m     | Sanna Kämäräinen Finlandia                                             | 58,53 m     |
| Lancio del martello | Anita Włodarczyk Polonia                                                          | 78,28 m     | Betty Heidler Germania                                                            | 75,73 m     | Alexandra Tavernier Francia                                            | 74,05 m     |
| Lancio del giavellotto | Christina Obergföll Germania                                                      | 61,69 m     | Tat'jana Khaladovič Bielorussia                                                   | 61,08 m     | Jenni Kangas Finlandia                                                 | 55,33 m     |
| miglior prestazione mondiale under 20; miglior prestazione mondiale stagionale under 20; record europeo; miglior prestazione europea stagionale; record europeo under 20; record europeo stagionale under 20; record dei campionati; record nazionale; record nazionale under 20; record nazionale under 18; record personale; record personale stagionale. |                                                                                   |             |                                                                                   |             |                                                                        |             |

## First League

### Classifica
| Pos. | Nazione     | Punti | Note                        |
| ---- | ----------- | ----- | --------------------------- |
| 1    | Rep. Ceca   | 351   | Promosse in Super League    |
| 2    | Grecia      | 327   | Promosse in Super League    |
| 3    | Paesi Bassi | 299,5 | Promosse in Super League    |
| 4    | Belgio      | 276,5 |                             |
| 5    | Portogallo  | 270,5 |                             |
| 6    | Irlanda     | 261,5 |                             |
| 7    | Turchia     | 260   |                             |
| 8    | Svizzera    | 239,5 |                             |
| 9    | Romania     | 226,5 |                             |
| 10   | Estonia     | 216   |                             |
| 11   | Lituania    | 214,5 | Retrocesse in Second League |
| 12   | Lettonia    | 169,5 | Retrocesse in Second League |

### Tabella punti
| Specialità             | Specialità | BEL   | CZE | EST | GRC | IRL   | LVA   | LTU   | NLD   | PRT   | ROU   | CHE   | TUR |
| ---------------------- | ---------- | ----- | --- | --- | --- | ----- | ----- | ----- | ----- | ----- | ----- | ----- | --- |
| 100 metri              | Uomini     | 1     | 5   | 2   | 12  | 4     | 3     | 7     | 10    | 11    | 9     | 8     | 6   |
| 100 metri              | Donne      | 5     | 7   | 1   | 9   | 10    | 2     | 11    | 12    | 6     | 3     | 8     | 4   |
| 200 metri              | Uomini     | 5     | 9   | 6   | 12  | 7     | 3     | 1     | 10    | 8     | 2     | 4     | 11  |
| 200 metri              | Donne      | 2     | 5   | 9   | 11  | 7     | 6     | 10    | 12    | 3     | 4     | 8     | 1   |
| 400 metri              | Uomini     | 8     | 12  | 10  | 7   | 9     | 2     | 1     | 11    | 5     | 3     | 4     | 6   |
| 400 metri              | Donne      | 9     | 10  | 1   | 5   | 3     | 6     | 2     | 12    | 7     | 11    | 8     | 4   |
| 800 metri              | Uomini     | 8     | 7   | 4   | 6   | 11    | 3     | 2     | 10    | 5     | 1     | 9     | 12  |
| 800 metri              | Donne      | 10    | 11  | 1   | 7   | 9     | 2     | 5     | 8     | 3     | 6     | 12    | 4   |
| 1.500 metri            | Uomini     | 10    | 11  | 3   | 9   | 7     | 8     | 1     | 5     | 6     | 4     | 2     | 12  |
| 1.500 metri            | Donne      | 9     | 2   | 1   | 5   | 10    | 7     | 11    | 6     | 4     | 12    | 3     | 8   |
| 3.000 metri            | Uomini     | 1     | 6   | 8   | 4   | 10    | 7     | 3     | 11    | 9     | 2     | 5     | 12  |
| 3.000 metri            | Donne      | 11    | 9   | 1   | 3   | 10    | 8     | 4     | 7     | 12    | 2     | 6     | 5   |
| 5.000 metri            | Uomini     | 12    | 4   | 11  | 5   | 9     | 2     | 1     | 3     | 7     | 10    | 8     | 6   |
| 5.000 metri            | Donne      | 2     | 11  | 5   | 4   | 9     | 1     | 7     | 12    | 10    | 6     | 3     | 8   |
| 3.000 metri siepi      | Uomini     | 9     | 7   | 11  | 2   | 5     | 3     | 6     | 4     | 8     | 10    | 1     | 12  |
| 3.000 metri siepi      | Donne      | 6     | 1   | 8   | 4   | 10    | 2     | 5     | 3     | 7     | 9     | 11    | 12  |
| 110/100 metri ostacoli | Uomini     | 7     | 10  | 0   | 12  | 11    | 2     | 4     | 8     | 6     | 5     | 9     | 3   |
| 110/100 metri ostacoli | Donne      | 12    | 8   | 1   | 9   | 7     | 5,5   | 5,5   | 10    | 3     | 4     | 11    | 2   |
| 400 metri ostacoli     | Uomini     | 4     | 8   | 12  | 5   | 11    | 7     | 1     | 3     | 2     | 6     | 10    | 9   |
| 400 metri ostacoli     | Donne      | 11    | 12  | 8   | 2   | 6     | 1     | 9     | 3     | 5     | 4     | 10    | 7   |
| Staffetta 4×100 metri  | Uomini     | 5     | 7   | 9   | 10  | 6     | 3     | 4     | 12    | 0     | 0     | 11    | 8   |
| Staffetta 4×100 metri  | Donne      | 8     | 9   | 3   | 11  | 7     | 4     | 5     | 12    | 6     | 0     | 10    | 2   |
| Staffetta 4×400 metri  | Uomini     | 9     | 12  | 8   | 5   | 10    | 3     | 2     | 11    | 6     | 1     | 7     | 4   |
| Staffetta 4×400 metri  | Donne      | 9     | 12  | 2   | 6   | 3     | 1     | 7     | 10    | 5     | 8     | 11    | 4   |
| Salto in alto          | Uomini     | 8     | 12  | 4   | 11  | 5     | 1     | 9     | 6     | 7     | 10    | 3     | 2   |
| Salto in alto          | Donne      | 8,5   | 12  | 4   | 10  | 8,5   | 4     | 4     | 8,5   | 8,5   | 1,5   | 1,5   | 11  |
| Salto con l'asta       | Uomini     | 10    | 11  | 4,5 | 12  | 3     | 2     | 1     | 8     | 9     | 6,5   | 4,5   | 6,5 |
| Salto con l'asta       | Donne      | 7     | 10  | 3   | 12  | 6     | 1,5   | 1,5   | 11    | 9     | 4     | 8     | 5   |
| Salto in lungo         | Uomini     | 7     | 11  | 2   | 12  | 9     | 5     | 8     | 4     | 10    | 6     | 3     | 1   |
| Salto in lungo         | Donne      | 5     | 4   | 10  | 11  | 2     | 9     | 7     | 3     | 6     | 1     | 8     | 12  |
| Salto triplo           | Uomini     | 2     | 6   | 7   | 11  | 4     | 1     | 3     | 8     | 12    | 9     | 5     | 10  |
| Salto triplo           | Donne      | 6     | 9   | 3   | 12  | 2     | 8     | 7     | 5     | 11    | 10    | 1     | 4   |
| Getto del peso         | Uomini     | 3     | 12  | 8   | 7   | 4     | 6     | 9     | 0     | 10    | 11    | 2     | 5   |
| Getto del peso         | Donne      | 10    | 9   | 6   | 8   | 5     | 4     | 7     | 11    | 1     | 3     | 2     | 12  |
| Lancio del disco       | Uomini     | 12    | 5   | 9   | 6   | 3     | 1     | 11    | 10    | 4     | 7     | 2     | 8   |
| Lancio del disco       | Donne      | 7     | 9   | 3   | 10  | 6     | 2     | 12    | 8     | 11    | 5     | 1     | 4   |
| Lancio del martello    | Uomini     | 3     | 12  | 5   | 11  | 8     | 10    | 4     | 0     | 9     | 6     | 7     | 0   |
| Lancio del martello    | Donne      | 7     | 12  | 9   | 10  | 3     | 2     | 1     | 4     | 8     | 11    | 6     | 5   |
| Lancio del giavellotto | Uomini     | 6     | 11  | 12  | 9   | 1     | 10    | 8     | 4     | 3     | 7     | 2     | 5   |
| Lancio del giavellotto | Donne      | 3     | 12  | 1   | 10  | 2     | 11    | 8     | 5     | 9     | 6     | 4     | 7   |
| Paese                  | Paese      | BEL   | CZE | EST | GRC | IRL   | LVA   | LTU   | NLD   | PRT   | ROU   | CHE   | TUR |
| Totale                 | Totale     | 276,5 | 351 | 216 | 327 | 261,5 | 169,5 | 214,5 | 299,5 | 270,5 | 226,5 | 239,5 | 260 |

### Risultati

#### Uomini
| Specialità | Oro                                                                       | Prestazione | Argento                                                                       | Prestazione | Bronzo                                                                                   | Prestazione |
| Corse piane |                                                                           |             |                                                                               |             |                                                                                          |             |
| 100 metri | Lykourgos-Stefanos Tsakonas Grecia                                        | 10"32       | Yazaldes Nascimento Portogallo                                                | 10"38       | Churandy Martina Paesi Bassi                                                             | 10"41       |
| 200 metri | Lykourgos-Stefanos Tsakonas Grecia                                        | 20"44       | Ramil Guliyev Turchia                                                         | 20"67       | Terrence Agard Paesi Bassi                                                               | 20"79       |
| 400 metri | Pavel Maslák Rep. Ceca                                                    | 45"57       | Liemarvin Bonevacia Paesi Bassi                                               | 45"94       | Marek Niit Estonia                                                                       | 46"11       |
| 800 metri | İlham Tanui Özbilen Turchia                                               | 1'47"97     | Mark English Irlanda                                                          | 1'48"28     | Thijmen Kupers Paesi Bassi                                                               | 1'48"90     |
| 1.500 metri | İlham Tanui Özbilen Turchia                                               | 3'38"03     | Jakub Holuša Rep. Ceca                                                        | 3'41"39     | Pieter-Jan Hannes Belgio                                                                 | 3'41"54     |
| 3.000 metri | Halil Akkaş Turchia                                                       | 8'12"00     | Dennis Licht Paesi Bassi                                                      | 8'12"28     | John Travers Irlanda                                                                     | 8'12"76     |
| 5.000 metri | Bashir Abdi Belgio                                                        | 15'17"47    | Tiidrek Nurme Estonia                                                         | 15'19"73    | Nicolae Soare Romania                                                                    | 15'20"24    |
| Corse a ostacoli |                                                                           |             |                                                                               |             |                                                                                          |             |
| 3000 metri siepi | Tarik Langat Akdag Turchia                                                | 8'44"53     | Kaur Kivistik Estonia                                                         | 8'46"81     | Andrei Stefana Romania                                                                   | 8'47"73     |
| 110 metri ostacoli | Konstadínos Douvalídis Grecia                                             | 13"58       | Ben Reynolds Irlanda                                                          | 13"73       | Petr Svoboda Rep. Ceca                                                                   | 13"74       |
| 400 metri ostacoli | Rasmus Mägi Estonia                                                       | 49"59       | TThomas Barr Irlanda                                                          | 49"66       | Kariem Hussein Svizzera                                                                  | 49"96       |
| Staffette |                                                                           |             |                                                                               |             |                                                                                          |             |
| Staffetta 4x100 m | Paesi Bassi Solomon Bockarie Churandy Martina Hensley Paulina Wouter Brus | 39"23       | Svizzera Tobias Furer Rolf Fongué Bastien Mouthon Pascal Mancini              | 40"00       | Grecia Panayiótis Andreádis Víktor Kremmídas Ioánnis Nifadópoulos Konstadínos Douvalídis | 40"06       |
| Staffetta 4x400 m | Rep. Ceca Jan Tesař Michal Desenský Roman Flaška Pavel Maslák             | 3'04"52     | Paesi Bassi Bjorn Blauwhof Liemarvin Bonevacia Tony van Diepen Terrence Agard | 3'04"91     | Irlanda Brian Gregan Thomas Barr Craig Lynch Mark English                                | 3'05"07     |
| Salti |                                                                           |             |                                                                               |             |                                                                                          |             |
| Salto in alto | Jaroslav Bába Rep. Ceca                                                   | 2,30 m      | Konstadinos Baniotis Grecia                                                   | 2,28 m      | Mihai Donisan Romania                                                                    | 2,24 m      |
| Salto con l'asta | Konstadínos Filippídis Grecia                                             | 5,80 m      | Jan Kudlička Rep. Ceca                                                        | 5,75 m      | Arnaud Art Belgio                                                                        | 5,65 m      |
| Salto in lungo | Loúis Tsátoumas Grecia                                                    | 7,77 m      | Radek Juska Rep. Ceca                                                         | 7,73 m      | Bruno Costa Portogallo                                                                   | 7,62 m      |
| Salto triplo | Nelson Évora Portogallo                                                   | 16,34 m     | Dimítrios Tsiámis Grecia                                                      | 16,14 m     | Musa Tüzen Turchia                                                                       | 15,94 m     |
| Lanci |                                                                           |             |                                                                               |             |                                                                                          |             |
| Getto del peso | Tomáš Staněk Rep. Ceca                                                    | 19,67 m     | Andrei Gag Romania                                                            | 19,43 m     | Tsanko Arnaudov Portogallo                                                               | 19,30 m     |
| Lancio del disco | Philip Milanov Belgio                                                     | 62,02 m     | Andrius Gudžius Lituania                                                      | 60,98 m     | Erik Cadée Paesi Bassi                                                                   | 60,88 m     |
| Lancio del martello | Lukáš Melich Rep. Ceca                                                    | 74,84 m     | Mihaíl Anastasákis Grecia                                                     | 72,55 m     | Igors Sokolovs Lettonia                                                                  | 69,94 m     |
| Lancio del giavellotto | Tanel Laanmäe Estonia                                                     | 82,67 m     | Petr Frydrych Rep. Ceca                                                       | 78,93 m     | Rolands Štrobinders Lettonia                                                             | 77,07 m     |
| miglior prestazione mondiale under 20; miglior prestazione mondiale stagionale under 20; record europeo; miglior prestazione europea stagionale; record europeo under 20; record europeo stagionale under 20; record dei campionati; record nazionale; record nazionale under 20; record nazionale under 18; record personale; record personale stagionale. |                                                                           |             |                                                                               |             |                                                                                          |             |

#### Donne
| Specialità | Oro                                                                  | Prestazione | Argento                                                              | Prestazione | Bronzo                                                                           | Prestazione |
| Corse piane |                                                                      |             |                                                                      |             |                                                                                  |             |
| 100 metri | Dafne Schippers Paesi Bassi                                          | 11"12       | Lina Grinčikaitė-Samuolė Lituania                                    | 11"56       | Amy Foster Irlanda                                                               | 11"60       |
| 200 metri | Dafne Schippers Paesi Bassi                                          | 22"45       | María Belibasáki Grecia                                              | 23"44       | Lina Grinčikaitė-Samuolė Lituania                                                | 23"68       |
| 400 metri | Nicky van Leuveren Paesi Bassi                                       | 52"04       | Bianca Răzor Romania                                                 | 52"04       | Denisa Rosolová Rep. Ceca                                                        | 52"30       |
| 800 metri | Selina Büchel Svizzera                                               | 2'00"56     | Lenka Masná Rep. Ceca                                                | 2'01"93     | Renée Eykens Belgio                                                              | 2'02"80     |
| 1.500 metri | Claudia Bobocea Romania                                              | 4'14"58     | Natalija Piliušina Lituania                                          | 4'15"01     | Kerry O'Flaherty Irlanda                                                         | 4'15"79     |
| 3.000 metri | Sara Moreira Portogallo                                              | 9'01"67     | Louise Carton Belgio                                                 | 9'07"61     | Sara Treacy Irlanda                                                              | 9'10"18     |
| 5.000 metri | Jip Vastenburg Paesi Bassi                                           | 15'36"22    | Kristiina Mäki Rep. Ceca                                             | 15'49"47    | Dulce Félix Portogallo                                                           | 15'51"96    |
| Corse a ostacoli |                                                                      |             |                                                                      |             |                                                                                  |             |
| 3000 metri siepi | Özlem Kaya Turchia                                                   | 9'43"07     | Fabienne Schlumpff Svizzera                                          | 9'50"32     | Michele Finn Irlanda                                                             | 9'52"67     |
| 100 metri ostacoli | Anne Zagré Belgio                                                    | 13"03       | Noemi Zbären Svizzera                                                | 13"09       | Nadine Visser Paesi Bassi                                                        | 13"16       |
| 400 metri ostacoli | Zuzana Hejnová Rep. Ceca                                             | 55"11       | Axelle Dauwens Belgio                                                | 56"44       | Robine Schürmann Svizzera                                                        | 57"29       |
| Staffette |                                                                      |             |                                                                      |             |                                                                                  |             |
| Staffetta 4x100 m | Paesi Bassi Nadine Visser Dafne Schippers Naomi Sedney Jamile Samuel | 42"88       | Grecia María Gátou Yeoryía Koklóni Andriána Férra María Belibasáki   | 43"80       | Svizzera Marisa Lavanchy Léa Sprunger Joëlle Golay Sarah Atcho                   | 44"07       |
| Staffetta 4x400 m | Rep. Ceca Denisa Rosolová Lenka Masná Zdeňka Seidlová Zuzana Hejnová | 3'32"37     | Svizzera Petra Fontanive Léa Sprunger Robine Schürmann Selina Büchel | 3'33"18     | Paesi Bassi Laura de Witte Lisanne de Witte Tessa van Schagen Nicky van Leuveren | 3'33"30     |
| Salti |                                                                      |             |                                                                      |             |                                                                                  |             |
| Salto in alto | Oldřiška Marešová Rep. Ceca                                          | 1,88 m      | Burcu Yüksel Turchia                                                 | 1,88 m      | Tatiána Goúsin Grecia                                                            | 1,85 m      |
| Salto con l'asta | Nikoléta Kiriakopoúlou Grecia                                        | 4,65 m      | Femke Pluim Paesi Bassi                                              | 4,45 m      | Jiřina Svobodová Rep. Ceca                                                       | 4,45 m      |
| Salto in lungo | Karin Melis Mey Turchia                                              | 6,53 m      | Háido Alexoúli Grecia                                                | 6,43 m      | Ksenija Balta Estonia                                                            | 6,40 m      |
| Salto triplo | Paraskeví Papahrístou Grecia                                         | 13,99 m     | Susana Costa Portogallo                                              | 13,78 m     | Cristina Bujin Romania                                                           | 13,59 m     |
| Lanci |                                                                      |             |                                                                      |             |                                                                                  |             |
| Getto del peso | Emel Dereli Turchia                                                  | 17,47 m     | Melissa Boekelman Paesi Bassi                                        | 17,00 m     | Jolien Boumkwo Belgio                                                            | 16,02 m     |
| Lancio del disco | Zinaida Sendriūtė Lituania                                           | 60,51 m     | Irina Rodrigues Portogallo                                           | 60,48 m     | Hrisoúla Anagnostopoúlou Grecia                                                  | 58,24 m     |
| Lancio del martello | Tereza Králová Rep. Ceca                                             | 64,52 m     | Bianca Lazăr Romania                                                 | 64,48 m     | Iliána Korosídou Grecia                                                          | 62,37 m     |
| Lancio del giavellotto | Barbora Špotáková Rep. Ceca                                          | 62,56 m     | Madara Palameika Lettonia                                            | 58,86 m     | Sofía Ifadídou Grecia                                                            | 55,58 m     |
| miglior prestazione mondiale under 20; miglior prestazione mondiale stagionale under 20; record europeo; miglior prestazione europea stagionale; record europeo under 20; record europeo stagionale under 20; record dei campionati; record nazionale; record nazionale under 20; record nazionale under 18; record personale; record personale stagionale. |                                                                      |             |                                                                      |             |                                                                                  |             |

## Second League

### Classifica
| Pos. | Nazione   | Punti | Note                     |
| ---- | --------- | ----- | ------------------------ |
| 1    | Danimarca | 224   | Promosse in First League |
| 2    | Bulgaria  | 218   | Promosse in First League |
| 3    | Ungheria  | 202,5 |                          |
| 4    | Serbia    | 179,5 |                          |
| 5    | Croazia   | 167   |                          |
| 6    | Islanda   | 156,5 |                          |
| 7    | Cipro     | 151   |                          |
| 8    | Slovenia  | 127,5 |                          |

Dato che nell'edizione 2017 della Second League sono state previste 12 squadre nazionali partecipanti, nel 2015 non sono state programmate retrocessioni in Third League.

### Tabella punti
| Specialità             | Specialità | BGR | HRV | CYP | DNK | HUN   | ISL   | SRB   | SVN   |
| ---------------------- | ---------- | --- | --- | --- | --- | ----- | ----- | ----- | ----- |
| 100 metri              | Uomini     | 8   | 6   | 5   | 4   | 7     | 3     | 1,5   | 1,5   |
| 100 metri              | Donne      | 8   | 6   | 7   | 3   | 5     | 2     | 4     | 1     |
| 200 metri              | Uomini     | 8   | 4   | 3   | 5   | 7     | 6     | 2     | 1     |
| 200 metri              | Donne      | 8   | 6   | 7   | 4   | 5     | 1     | 3     | 2     |
| 400 metri              | Uomini     | 7   | 4   | 1   | 8   | 3     | 6     | 5     | 2     |
| 400 metri              | Donne      | 3   | 5   | 2   | 4   | 1     | 6     | 8     | 7     |
| 800 metri              | Uomini     | 2   | 7   | 6   | 8   | 3     | 4     | 5     | 1     |
| 800 metri              | Donne      | 4   | 1   | 6   | 3   | 5     | 7     | 8     | 2     |
| 1.500 metri            | Uomini     | 8   | 4   | 0   | 7   | 6     | 3     | 5     | 2     |
| 1.500 metri            | Donne      | 5   | 4   | 7   | 6   | 3     | 1     | 8     | 2     |
| 3.000 metri            | Uomini     | 4   | 6   | 0   | 8   | 3     | 5     | 7     | 2     |
| 3.000 metri            | Donne      | 6   | 7   | 4   | 5   | 3     | 2     | 8     | 1     |
| 5.000 metri            | Uomini     | 1   | 6   | 4   | 8   | 5     | 7     | 3     | 2     |
| 5.000 metri            | Donne      | 8   | 4   | 2   | 7   | 5     | 1     | 6     | 3     |
| 3.000 metri siepi      | Uomini     | 8   | 1   | 4   | 6   | 7     | 5     | 2     | 3     |
| 3.000 metri siepi      | Donne      | 8   | 3   | 2   | 6   | 7     | 4     | 5     | 0     |
| 110/100 metri ostacoli | Uomini     | 4   | 2   | 6   | 8   | 7     | 3     | 5     | 1     |
| 110/100 metri ostacoli | Donne      | 5   | 8   | 6   | 4   | 0     | 2     | 3     | 7     |
| 400 m ostacoli         | Uomini     | 3   | 6   | 0   | 8   | 7     | 2     | 5     | 4     |
| 400 m ostacoli         | Donne      | 7   | 2   | 4   | 8   | 5     | 6     | 1     | 3     |
| Staffetta 4×100 metri  | Uomini     | 6   | 1   | 2   | 7   | 8     | 5     | 4     | 3     |
| Staffetta 4×100 metri  | Donne      | 0   | 5   | 8   | 3   | 7     | 4     | 6     | 2     |
| Staffetta 4×400 metri  | Uomini     | 7   | 6   | 1   | 8   | 5     | 4     | 3     | 2     |
| Staffetta 4×400 metri  | Donne      | 8   | 6   | 2   | 7   | 3     | 1     | 4     | 5     |
| Salto in alto          | Uomini     | 5   | 0   | 6   | 8   | 7     | 3     | 4     | 2     |
| Salto in alto          | Donne      | 8   | 2   | 2   | 6   | 7     | 2     | 4     | 5     |
| Salto con l'asta       | Uomini     | 3   | 8   | 6   | 7   | 5     | 4     | 2     | 0     |
| Salto con l'asta       | Donne      | 1   | 3   | 4   | 8   | 6,5   | 6,5   | 2     | 5     |
| Salto in lungo         | Uomini     | 7   | 8   | 4   | 6   | 5     | 1     | 3     | 2     |
| Salto in lungo         | Donne      | 6   | 5   | 7   | 4   | 1     | 8     | 2     | 3     |
| Salto triplo           | Uomini     | 8   | 4   | 7   | 3   | 6     | 1     | 2     | 5     |
| Salto triplo           | Donne      | 8   | 5   | 1   | 6   | 4     | 3     | 2     | 7     |
| Getto del peso         | Uomini     | 7   | 4   | 1   | 3   | 2     | 6     | 8     | 5     |
| Getto del peso         | Donne      | 7   | 1   | 4   | 6   | 8     | 5     | 3     | 2     |
| Lancio del disco       | Uomini     | 4   | 7   | 6   | 1   | 8     | 5     | 2     | 3     |
| Lancio del disco       | Donne      | 3   | 1   | 6   | 5   | 7     | 4     | 8     | 1     |
| Lancio del martello    | Uomini     | 6   | 5   | 0   | 3   | 8     | 0     | 4     | 7     |
| Lancio del martello    | Donne      | 3   | 0   | 5   | 6   | 0     | 4     | 7     | 8     |
| Lancio del giavellotto | Uomini     | 4   | 1   | 2   | 3   | 5     | 6     | 8     | 7     |
| Lancio del giavellotto | Donne      | 2   | 3   | 1   | 4   | 6     | 8     | 7     | 5     |
| Paese                  | Paese      | BGR | HRV | CYP | DNK | HUN   | ISL   | SRB   | SVN   |
| Totale                 | Totale     | 218 | 167 | 151 | 224 | 202,5 | 156,5 | 179,5 | 127,5 |

### Risultati

#### Uomini
| Specialità | Oro                                                                               | Prestazione | Argento                                                                      | Prestazione | Bronzo                                                           | Prestazione |
| Corse piane |                                                                                   |             |                                                                              |             |                                                                  |             |
| 100 metri | Denis Dimitrov Bulgaria                                                           | 10"34       | Dávid Ónodi Ungheria                                                         | 10"59       | Zvonimir Ivašković Croazia                                       | 10"70       |
| 200 metri | Denis Dimitrov Bulgaria                                                           | 21"38       | Dávid Ónodi Ungheria                                                         | 21"39       | Kolbeinn Hödur Gunnarsson Islanda                                | 21"63       |
| 400 metri | Nick Ekelund-Arenander Danimarca                                                  | 46"32       | Krasimir Brajkov Bulgaria                                                    | 46"90       | Kolbeinn Hödur Gunnarsson Islanda                                | 47"52       |
| 800 metri | Andreas Bube Danimarca                                                            | 1'50"38     | Rudolf Kralj Croazia                                                         | 1'50"97     | Christos Demetriou Cipro                                         | 1'51"07     |
| 1.500 metri | Mitko Cenov Bulgaria                                                              | 3'46"31     | Andreas Bueno Danimarca                                                      | 3'46"35     | Tamás Kazi Ungheria                                              | 3'46"46     |
| 3.000 metri | Mads Tærsbøi Danimarca                                                            | 8'29"09     | Goran Nava Serbia                                                            | 8'29"66     | Dino Bošnjak Croazia                                             | 8'30"86     |
| 5.000 metri | Thijs Nijhuis Danimarca                                                           | 14'28"66    | Hlynur Andrésson Islanda                                                     | 14'46"79    | Goran Grdenic Croazia                                            | 14'54"31    |
| Corse a ostacoli |                                                                                   |             |                                                                              |             |                                                                  |             |
| 3000 metri siepi | Mitko Cenov Bulgaria                                                              | 9'07"37     | Áron Dani Ungheria                                                           | 9'12"43     | Kasper Skov Danimarca                                            | 9'23"07     |
| 110 metri ostacoli | Andreas Martinsen Danimarca                                                       | 13"71       | Balázs Baji Ungheria                                                         | 13"71       | Milan Trajkovic Cipro                                            | 13"82       |
| 400 metri ostacoli | Nicolai Hartling Danimarca                                                        | 50"16       | Tibor Koroknai Ungheria                                                      | 51"06       | Yann Senjaric Croazia                                            | 51"24       |
| Staffette |                                                                                   |             |                                                                              |             |                                                                  |             |
| Staffetta 4x100 m | Ungheria Zalán Kádasi Dávid Ónodi János Sipos Dániel Ecseki                       | 39"88       | Danimarca Festus Asante Nick Ekelund-Arenander Nicklas Hyde Frederik Thomsen | 40"40       | Bulgaria vPetar Peev Borislav Tonev Georgi Gančev Denis Dimitrov | 40"62       |
| Staffetta 4x400 m | Danimarca Nicolai Hartling Nicklas Hyde Frederic Peschardt Nick Ekelund-Arenander | 3'08"01     | Bulgaria Živko Stojanov Juri Božerianov Simeon Gerinski Krasimir Brajkov     | 3'11"06     | Croazia Hrvoje Čukman Mateo Ružić Petar Melnjak Željko Vincek    | 3'11"19     |
| Salti |                                                                                   |             |                                                                              |             |                                                                  |             |
| Salto in alto | Janick Klausen Danimarca                                                          | 2,24 m      | Péter Bakosi Ungheria                                                        | 2,20 m      | Vasilios Constantinou Cipro                                      | 2,15 m      |
| Salto con l'asta | Ivan Horvat Croazia                                                               | 5,40 m      | Rasmus Jørgensen Danimarca                                                   | 5,20 m      | Nikandros Stylianou Cipro                                        | 5,20 m      |
| Salto in lungo | Marko Prugovečki Croazia                                                          | 7,65 m      | Denis Eradiri Bulgaria                                                       | 7,56 m      | Benjamin Gabrielsen Danimarca                                    | 7,52 m      |
| Salto triplo | Georgi Conov Bulgaria                                                             | 16,36 m     | Zacharias Arnos Cipro                                                        | 15,75 m     | Dávid László Ungheria                                            | 15,09 m     |
| Lanci |                                                                                   |             |                                                                              |             |                                                                  |             |
| Getto del peso | Asmir Kolašinac Serbia                                                            | 20,75 m     | Georgi Ivanov Bulgaria                                                       | 20,18 m     | Ódinn Björn Thorsteinsson Islanda                                | 18,55 m     |
| Lancio del disco | Zoltán Kővágó Ungheria                                                            | 64,73 m     | Roland Varga Croazia                                                         | 62,00 m     | Apostolos Parellīs Cipro                                         | 60,27 m     |
| Lancio del martello | Krisztián Pars Ungheria                                                           | 77,27 m     | Nejc Pleško Slovenia                                                         | 70,87 m     | Aykhan Apti Bulgaria                                             | 70,02 m     |
| Lancio del giavellotto | Vedran Samac Serbia                                                               | 79,52 m     | Matija Muhar Slovenia                                                        | 76,97 m     | Gudmundur Sverrisson Islanda                                     | 69,66 m     |
| miglior prestazione mondiale under 20; miglior prestazione mondiale stagionale under 20; record europeo; miglior prestazione europea stagionale; record europeo under 20; record europeo stagionale under 20; record dei campionati; record nazionale; record nazionale under 20; record nazionale under 18; record personale; record personale stagionale. |                                                                                   |             |                                                                              |             |                                                                  |             |

#### Donne
| Specialità | Oro                                                                          | Prestazione | Argento                                                                                 | Prestazione | Bronzo                                                                 | Prestazione                        |
| Corse piane |                                                                              |             |                                                                                         |             |                                                                        |                                    |
| 100 metri | Ivet Lalova Bulgaria                                                         | 11"11       | Ramona Papaioannou Cipro                                                                | 11"36       | Andrea Ivančević Croazia                                               | 11"49                              |
| 200 metri | Ivet Lalova Bulgaria                                                         | 22"90       | Eleni Artymata Cipro                                                                    | 23"60       | Lucija Pokos Croazia                                                   | 24"06                              |
| 400 metri | Tamara Salaški Serbia                                                        | 53"29       | Maja Pogorevic Slovenia                                                                 | 53"90       | Hafdís Sigurdardóttir Islanda                                          | 54"13                              |
| 800 metri | Amela Terzić Serbia                                                          | 1'59"90     | Aníta Hinriksdóttir Islanda                                                             | 2'03"17     | Natalia Evangelidou Cipro                                              | 2'04"34                            |
| 1.500 metri | Amela Terzić Serbia                                                          | 4'16"13     | Natalia Evangelidou Cipro                                                               | 4'18"33     | Maria Larsen Danimarca                                                 | 4'19"90                            |
| 3.000 metri | Sonja Stolić Serbia                                                          | 9'19"88     | Matea Parlov Croazia                                                                    | 9'25"39     | Milica Mirčeva Bulgaria                                                | 9'27"75                            |
| 5.000 metri | Milica Mirčeva Bulgaria                                                      | 16'30"14    | Anna Emilie Møller Danimarca                                                            | 16'39"03    | Teodora Simović Serbia                                                 | 16'49"93                           |
| Corse a ostacoli |                                                                              |             |                                                                                         |             |                                                                        |                                    |
| 3000 metri siepi | Silvia Danekova Bulgaria                                                     | 9'43"34     | Viktória Gyürkés Ungheria                                                               | 10'20"56    | Simone Glad Danimarca                                                  | 10'36"23                           |
| 100 metri ostacoli | Andrea Ivančević Croazia                                                     | 13"38       | Joni Tomičić Prezelj Slovenia                                                           | 13"84       | Natalia Christofi Cipro                                                | 13"98                              |
| 400 metri ostacoli | Sara Petersen Danimarca                                                      | 55"13       | Vania Stambolova Bulgaria                                                               | 58"56       | Arna Stefanía Gudmundsdóttir Islanda                                   | 58"79                              |
| Staffette |                                                                              |             |                                                                                         |             |                                                                        |                                    |
| Staffetta 4x100 m | Cipro Olivia Fotopoulou Ramona Papaioannou Demetra Kyriakidou Eleni Artymata | 44"75       | Ungheria Fanni Schmelcz Éva Kaptur Fanni Reizinger Anasztázia Nguyen                    | 44"83       | Serbia Zorana Barjaktarovic Maja Ciric Katarina Sirmić Milana Tirnanić | 45"58                              |
| Staffetta 4x400 m | Bulgaria Nadežda Račeva Vania Stambolova Karin Okoliye Katja Hristova        | 3'38"78     | Danimarca Anne Sofie Kirkegaard Anna Thestrup Andersen Mette Graversgaard Sara Petersen | 3'41"06     | Croazia Dora Filipović Marija Hižman Wanda Haber Kristina Dudek        | 3'42"98                            |
| Salti |                                                                              |             |                                                                                         |             |                                                                        |                                    |
| Salto in alto | Mirela Demireva Bulgaria                                                     | 1,91 m      | Barbara Szabó Ungheria                                                                  | 1,88 m      | Sandra Christensen Danimarca                                           | 1,75 m                             |
| Salto con l'asta | Iben Høgh-Pedersen Danimarca                                                 | 4,00 m      | Fanni Juhász UngheriaHulda Thorsteinsdóttir Islanda                                     | 4,00 m      | Non assegnata per ex aequo argento                                     | Non assegnata per ex aequo argento |
| Salto in lungo | Hafdís Sigurdardóttir Islanda                                                | 6,45 m =    | Nektaria Panagi Cipro                                                                   | 6,31 m      | Andriana Banova Bulgaria                                               | 6,17 m                             |
| Salto triplo | Gabriela Petrova Bulgaria                                                    | 14,85 m     | Saša Babšek Slovenia                                                                    | 13,58 m     | Janne Nielsen Danimarca                                                | 13,29 m                            |
| Lanci |                                                                              |             |                                                                                         |             |                                                                        |                                    |
| Getto del peso | Anita Márton Ungheria                                                        | 18,36 m     | Radoslava Mavrodieva Bulgaria                                                           | 17,84 m     | Trine Mulbjerg Danimarca                                               | 16,38 m                            |
| Lancio del disco | Dragana Tomašević Serbia                                                     | 58,16 m     | Anita Márton Ungheria                                                                   | 56,13 m     | Androniki Lada Cipro                                                   | 51,36 m                            |
| Lancio del martello | Barbara Špiler Slovenia                                                      | 63,80 m     | Sara Savatović Serbia                                                                   | 62,37 m     | Celina Julin Danimarca                                                 | 60,81 m                            |
| Lancio del giavellotto | Ásdís Hjálmsdóttir Islanda                                                   | 60,06 m     | Marija Vučenović Serbia                                                                 | 52,65 m     | Annabella Bogdán Ungheria                                              | 52,29 m                            |
| miglior prestazione mondiale under 20; miglior prestazione mondiale stagionale under 20; record europeo; miglior prestazione europea stagionale; record europeo under 20; record europeo stagionale under 20; record dei campionati; record nazionale; record nazionale under 20; record nazionale under 18; record personale; record personale stagionale. |                                                                              |             |                                                                                         |             |                                                                        |                                    |

## Third League

### Classifica
| Pos. | Nazione              | Punti | Note                      |
| ---- | -------------------- | ----- | ------------------------- |
| 1    | Slovacchia           | 458,5 | Promosse in Second League |
| 2    | Austria              | 458   | Promosse in Second League |
| 3    | Israele              | 430   | Promosse in Second League |
| 4    | Moldavia             | 401   | Promosse in Second League |
| 5    | Azerbaigian          | 387   |                           |
| 6    | Bosnia ed Erzegovina | 337   |                           |
| 7    | Lussemburgo          | 317   |                           |
| 8    | Georgia              | 283   |                           |
| 9    | Malta                | 244,5 |                           |
| 10   | Montenegro           | 237   |                           |
| 11   | Andorra              | 162   |                           |
| 12   | Macedonia del Nord   | 143   |                           |
| 13   | Albania              | 115   |                           |
| 14   | AASSE                | 99    |                           |

### Tabella punti
| Specialità             | Specialità | AASSE | ALB | AND | AUT | AZE | BIH | GEO | ISR | LUX | MKD | MLT   | MDA | MNE | SVK   |
| ---------------------- | ---------- | ----- | --- | --- | --- | --- | --- | --- | --- | --- | --- | ----- | --- | --- | ----- |
| 100 metri              | Uomini     | 2     | 0   | 3   | 12  | 11  | 4   | 8   | 10  | 5   | 13  | 6     | 7   | 9   | 14    |
| 100 metri              | Donne      | 1     | 6   | 7   | 11  | 9   | 4   | 5   | 14  | 10  | 2   | 13    | 8   | 3   | 12    |
| 200 metri              | Uomini     | 1     | 4   | 3   | 7   | 10  | 6   | 13  | 12  | 2   | 8   | 5     | 9   | 11  | 14    |
| 200 metri              | Donne      | 1     | 4   | 5   | 12  | 8   | 7   | 6   | 14  | 10  | 2   | 11    | 9   | 3   | 13    |
| 400 metri              | Uomini     | 2     | 7   | 1   | 11  | 10  | 12  | 8   | 14  | 3   | 6   | 5     | 13  | 4   | 9     |
| 400 metri              | Donne      | 3     | 4   | 1   | 13  | 10  | 9   | 7   | 8   | 6   | 5   | 11    | 12  | 2   | 14    |
| 800 metri              | Uomini     | 9     | 11  | 6   | 8   | 7   | 14  | 5   | 10  | 4   | 1   | 3     | 12  | 2   | 13    |
| 800 metri              | Donne      | 1     | 13  | 4   | 11  | 12  | 8   | 5   | 7   | 14  | 2   | 6     | 9   | 3   | 10    |
| 1.500 metri            | Uomini     | 7     | 0   | 5   | 12  | 14  | 10  | 3   | 9   | 8   | 2   | 4     | 11  | 6   | 13    |
| 1.500 metri            | Donne      | 1     | 14  | 6   | 11  | 8   | 9   | 7   | 13  | 12  | 2   | 4     | 5   | 3   | 10    |
| 3.000 metri            | Uomini     | 8     | 2   | 4   | 13  | 14  | 6   | 5   | 9   | 11  | 3   | 7     | 12  | 1   | 10    |
| 3.000 metri            | Donne      | 5     | 0   | 4   | 14  | 12  | 11  | 2   | 13  | 8   | 3   | 6     | 7   | 9   | 10    |
| 5.000 metri            | Uomini     | 0     | 9   | 5   | 11  | 14  | 2   | 8   | 12  | 6   | 4   | 7     | 13  | 3   | 10    |
| 5.000 metri            | Donne      | 5     | 0   | 0   | 14  | 13  | 12  | 7   | 9   | 10  | 0   | 6     | 4   | 8   | 11    |
| 3.000 metri siepi      | Uomini     | 0     | 10  | 5   | 13  | 6   | 12  | 9   | 11  | 4   | 3   | 7     | 14  | 2   | 8     |
| 3.000 metri siepi      | Donne      | 0     | 0   | 0   | 10  | 14  | 12  | 8   | 11  | 6   | 0   | 7     | 13  | 5   | 9     |
| 110/100 metri ostacoli | Uomini     | 0     | 0   | 5   | 14  | 13  | 12  | 8   | 10  | 11  | 6   | 0     | 9   | 0   | 7     |
| 110/100 metri ostacoli | Donne      | 0     | 0   | 4   | 14  | 9   | 12  | 0   | 10  | 11  | 5   | 7     | 8   | 6   | 13    |
| 400 metri ostacoli     | Uomini     | 9     | 0   | 3   | 13  | 7   | 10  | 5   | 12  | 8   | 4   | 0     | 11  | 6   | 14    |
| 400 metri ostacoli     | Donne      | 0     | 3   | 2   | 14  | 6   | 9   | 5   | 10  | 13  | 8   | 7     | 11  | 4   | 12    |
| Staffetta 4×100 metri  | Uomini     | 4     | 0   | 5   | 13  | 10  | 7   | 9   | 14  | 6   | 0   | 0     | 8   | 11  | 12    |
| Staffetta 4×100 metri  | Donne      | 0     | 0   | 7   | 12  | 11  | 8   | 0   | 13  | 0   | 0   | 10    | 9   | 6   | 14    |
| Staffetta 4×400 metri  | Uomini     | 0     | 0   | 3   | 8   | 11  | 13  | 9   | 12  | 6   | 4   | 5     | 7   | 10  | 14    |
| Staffetta 4×400 metri  | Donne      | 0     | 0   | 5   | 13  | 10  | 8   | 7   | 0   | 11  | 6   | 9     | 12  | 0   | 14    |
| Salto in alto          | Uomini     | 9     | 0   | 4   | 10  | 8   | 6   | 11  | 12  | 7   | 2   | 4     | 13  | 4   | 14    |
| Salto in alto          | Donne      | 0     | 0   | 8.5 | 7   | 6   | 11  | 13  | 12  | 10  | 4   | 3     | 5   | 14  | 8.5   |
| Salto con l'asta       | Uomini     | 0     | 0   | 10  | 13  | 0   | 7   | 6   | 12  | 11  | 0   | 5     | 9   | 8   | 14    |
| Salto con l'asta       | Donne      | 9     | 0   | 5.5 | 14  | 11  | 0   | 7   | 12  | 13  | 0   | 5.5   | 8   | 0   | 10    |
| Salto in lungo         | Uomini     | 5     | 13  | 1   | 12  | 8   | 4   | 14  | 11  | 6   | 3   | 10    | 2   | 7   | 9     |
| Salto in lungo         | Donne      | 0     | 3   | 4   | 12  | 10  | 7   | 11  | 0   | 8   | 6   | 13    | 9   | 5   | 14    |
| Salto triplo           | Uomini     | 5     | 10  | 2   | 8   | 14  | 4   | 11  | 12  | 3   | 0   | 7     | 13  | 6   | 9     |
| Salto triplo           | Donne      | 0     | 0   | 7   | 11  | 12  | 6   | 10  | 14  | 4   | 3   | 8     | 9   | 5   | 13    |
| Getto del peso         | Uomini     | 0     | 6   | 2   | 12  | 7   | 14  | 4   | 8   | 11  | 3   | 5     | 13  | 9   | 10    |
| Getto del peso         | Donne      | 0     | 0   | 3   | 7   | 10  | 8   | 6   | 12  | 9   | 5   | 4     | 13  | 14  | 11    |
| Lancio del disco       | Uomini     | 0     | 0   | 3   | 14  | 6   | 12  | 7   | 11  | 9   | 4   | 5     | 13  | 10  | 8     |
| Lancio del disco       | Donne      | 7     | 0   | 2   | 10  | 12  | 9   | 4   | 11  | 6   | 5   | 3     | 14  | 13  | 8     |
| Lancio del martello    | Uomini     | 0     | 0   | 4   | 11  | 12  | 5   | 10  | 9   | 8   | 3   | 7     | 13  | 6   | 14    |
| Lancio del martello    | Donne      | 0     | 0   | 7   | 10  | 13  | 9   | 0   | 11  | 8   | 4   | 5     | 12  | 6   | 14    |
| Lancio del giavellotto | Uomini     | 0     | 0   | 3   | 10  | 4   | 7   | 13  | 12  | 9   | 5   | 8     | 11  | 6   | 14    |
| Lancio del giavellotto | Donne      | 4     | 0   | 2   | 13  | 5   | 11  | 7   | 14  | 9   | 3   | 6     | 12  | 10  | 8     |
| Paese                  | Paese      | AASSE | ALB | AND | AUT | AZE | BIH | GEO | ISR | LUX | MKD | MLT   | MDA | MNE | SVK   |
| Totale                 | Totale     | 99    | 115 | 162 | 458 | 387 | 337 | 283 | 430 | 317 | 143 | 244,5 | 401 | 237 | 458,5 |

### Risultati

#### Uomini
| Specialità | Oro                                                                | Prestazione | Argento                                                                           | Prestazione | Bronzo                                                     | Prestazione |
| Corse piane |                                                                    |             |                                                                                   |             |                                                            |             |
| 100 metri | Tomáš Benko Slovacchia                                             | 10"60       | Riste Pandev Macedonia del Nord                                                   | 10"70       | Markus Fuchs Austria                                       | 10"74       |
| 200 metri | Ján Volko Slovacchia                                               | 21"08       | Nika Karatavtsevi Georgia                                                         | 21"29       | Imri Persiado Israele                                      | 21"30       |
| 400 metri | Donald Sanford Israele                                             | 45"75       | Alexandru Babian Moldavia                                                         | 47"35       | Borislav Dragoljevic Bosnia ed Erzegovina                  | 47"89       |
| 800 metri | Amel Tuka Bosnia ed Erzegovina                                     | 1'50"16     | Jozef Repcik Slovacchia                                                           | 1'51"51     | Ion Siuris Moldavia                                        | 1'51"91     |
| 1.500 metri | Hayle İbrahimov Azerbaigian                                        | 3'49"69     | Jozef Pelikan Slovacchia                                                          | 3'51"07     | Andreas Vojta Austria                                      | 3'51"28     |
| 3.000 metri | Hayle İbrahimov Azerbaigian                                        | 7'54"14     | Brenton jon Rowe Austria                                                          | 8'05"62     | Roman Prodius Moldavia                                     | 8'06"34     |
| 5.000 metri | Hayle İbrahimov Azerbaigian                                        | 14'02"16    | Roman Prodius Moldavia                                                            | 14'21"42    | Haimro Alame Israele                                       | 14'38"96    |
| Corse a ostacoli |                                                                    |             |                                                                                   |             |                                                            |             |
| 3000 metri siepi | Nicolai Gorbusco Moldavia                                          | 8'49"83     | Christian Steinhammer Austria                                                     | 8'53"98     | Osman Junuzović Bosnia ed Erzegovina                       | 8'54"55     |
| 110 metri ostacoli | Dominik Siedlaczek Austria                                         | 14"07       | Rahib Mammadov Azerbaigian                                                        | 14"22       | Mahir Kurtalic Bosnia ed Erzegovina                        | 14"43       |
| 400 metri ostacoli | Martin Kučera Slovacchia                                           | 50"70       | Thomas Kain Austria                                                               | 51"15       | Maor Seged Israele                                         | 52"18       |
| Staffette |                                                                    |             |                                                                                   |             |                                                            |             |
| Staffetta 4x100 m | Israele Amir Hamidulin Aviv Dayan Amit Cohen Imri Persiado         | 40"25       | Austria Christoph Haslauer Markus Fuchs Benjamin Grill Ekemini Bassey             | 40"36       | Slovacchia Denis Danac Roman Turčáni Ján Volko Tomáš Benko | 40"80       |
| Staffetta 4x400 m | Slovacchia Lukáš Privalinec Jozef Repčík Denis Danáč Martin Kučera | 3'08"80     | Bosnia ed Erzegovina Rusmir Malkocević Semir Avdić Borislav Dragoljević Amel Tuka | 3'10"50     | Israele Donald Sanford Maor Seged Aviv Dayan Hai Cohen     | 3'11"09     |
| Salti |                                                                    |             |                                                                                   |             |                                                            |             |
| Salto in alto | Matúš Bubeník Slovacchia                                           | 2,26 m      | Andrei Miticov Moldavia                                                           | 2,24 m      | Dmitry Kroytor Israele                                     | 2,20 m      |
| Salto con l'asta | Ján Zmoray Slovacchia                                              | 5,15 m      | Paul Kilbertus Austria                                                            | 5,10 m      | Etamar Bhastekar Israele                                   | 5,00 m      |
| Salto in lungo | Bachana Khorava Georgia                                            | 7,64 m      | Izmir Smajlaj Albania                                                             | 7,52 m      | Dominik Distelberger Austria                               | 7,30 m      |
| Salto triplo | Nazim Babayev Azerbaigian                                          | 16,38 m     | Vladimir Letnicov Moldavia                                                        | 16,34 m     | Tom Yakubov Israele                                        | 15,87 m     |
| Lanci |                                                                    |             |                                                                                   |             |                                                            |             |
| Getto del peso | Hamza Alić Bosnia ed Erzegovina                                    | 20,26 m     | Ivan Emilianov Moldavia                                                           | 18,76 m     | Lukas Weißhaidinger Austria                                | 18,48 m     |
| Lancio del disco | Gerhard Meyer Austria                                              | 59,48 m     | Nicolai Ceban Moldavia                                                            | 53,95 m     | Kemal Mešić Bosnia ed Erzegovina                           | 50,26 m     |
| Lancio del martello | Marcel Lomnický Slovacchia                                         | 75,41 m     | Serghei Marghiev Moldavia                                                         | 73,09 m     | Dzmitry Marshin Azerbaigian                                | 72,79 m     |
| Lancio del giavellotto | Patrik Žeňúch Slovacchia                                           | 74,89 m     | Rostomi Tchintcharauli Georgia                                                    | 71,32 m     | Alan Ferber Israele                                        | 70,18 m     |
| miglior prestazione mondiale under 20; miglior prestazione mondiale stagionale under 20; record europeo; miglior prestazione europea stagionale; record europeo under 20; record europeo stagionale under 20; record dei campionati; record nazionale; record nazionale under 20; record nazionale under 18; record personale; record personale stagionale. |                                                                    |             |                                                                                   |             |                                                            |             |

#### Donne
| Specialità | Oro                                                                               | Prestazione | Argento                                                                  | Prestazione | Bronzo                                                                      | Prestazione |
| Corse piane |                                                                                   |             |                                                                          |             |                                                                             |             |
| 100 metri | Olga Lenskiy Israele                                                              | 11"61       | Charlotte Wingfield Malta                                                | 11"69       | Lenka Kršáková Slovacchia                                                   | 11"76       |
| 200 metri | Olga Lenskiy Israele                                                              | 23"40       | Alexandra Bezeková Slovacchia                                            | 23"72       | Viola Kleiser Austria                                                       | 23"85       |
| 400 metri | Iveta Putalová Slovacchia                                                         | 53"07       | Susanne Walli Austria                                                    | 53"65       | Olesea Cojuhari Moldavia                                                    | 54"20       |
| 800 metri | Charline Mathias Lussemburgo                                                      | 2'01"77     | Luiza Gega Albania                                                       | 2'02"36     | Anastasiya Komarova Azerbaigian                                             | 2'02"50     |
| 1.500 metri | Luiza Gega Albania                                                                | 4'11"58     | Maor Tiyouri Israele                                                     | 4'26"86     | Martine Nobili Lussemburgo                                                  | 4'27"46     |
| 3.000 metri | Jennifer Wenth Austria                                                            | 9'11"98     | Maor Tiyouri Israele                                                     | 9'32"11     | Bontu Megersa Azerbaigian                                                   | 9'42"14     |
| 5.000 metri | Anita Baierl Austria                                                              | 16'33"09    | Bontu Megersa Azerbaigian                                                | 16'44"57    | Lucia Kimani Bosnia ed Erzegovina                                           | 16'47"13    |
| Corse a ostacoli |                                                                                   |             |                                                                          |             |                                                                             |             |
| 3000 metri siepi | Olesea Smovjenco Moldavia                                                         | 10'55"61    | Rahima Zukić Bosnia ed Erzegovina                                        | 10'59"76    | Dana Levinn Israele                                                         | 11'02"57    |
| 100 metri ostacoli | Beate Schrott Austria                                                             | 13"18       | Lucia Mokrášová Slovacchia                                               | 13"92       | Gorana Cvijetić Bosnia ed Erzegovina                                        | 14"11       |
| 400 metri ostacoli | Verena Menapace Austria                                                           | 58"94       | Kim Reuland Lussemburgo                                                  | 59"80       | Andrea Holleyová Slovacchia                                                 | 59"81       |
| Staffette |                                                                                   |             |                                                                          |             |                                                                             |             |
| Staffetta 4x100 m | Slovacchia Lenka Kršáková Iveta Putalova Jana Velďáková Alexandra Bezekova        | 44"92       | Israele Dikla Goldenthal Olga Lenskiy Diana Vaisman Efat Zelikovich      | 45"23       | Austria Eva-Maria Wimberger Viola Kleiser Alexandra Toth Julia Schwarzinger | 45"24       |
| Staffetta 4x400 m | Slovacchia Silvia Šalgovičová Alexandra Štuková Alexandra Bezeková Iveta Putalová | 3'35"03     | Austria Julia Schwarzinger Susanne Walli Verena Menapace Carina Schrempf | 3'37"51     | Moldavia >Alina Bordea Vergilia Rotaru Anna Berghii Olesea Cojuhari         | 3'41"94     |
| Salti |                                                                                   |             |                                                                          |             |                                                                             |             |
| Salto in alto | Marija Vuković Montenegro                                                         | 1,86 m      | Valentina Liashenko Georgia                                              | 1,84 m      | Ma'ayan Furman-Shahaf Israele                                               | 1,84 m      |
| Salto con l'asta | Kira Grünberg Austria                                                             | 4,35 m      | Gina Reuland Lussemburgo                                                 | 4,20 m      | Olga Dogadko Bronshtein Israele                                             | 3,70 m      |
| Salto in lungo | Jana Velďáková Slovacchia                                                         | 6,68 m      | Rebecca Camilleri Malta                                                  | 6,38 m      | Sarah Lagger Austria                                                        | 6,17 m      |
| Salto triplo | Hanna Knyazyeva-Minenko Israele                                                   | 14,41 m     | Dana Velďáková Slovacchia                                                | 13,95 m     | Yekaterina Sariyeva Azerbaigian                                             | 13,27 m     |
| Lanci |                                                                                   |             |                                                                          |             |                                                                             |             |
| Getto del peso | Kristina Rakočević Montenegro                                                     | 14,85 m     | Dimitriana Surdu Moldavia                                                | 14,34 m     | Anastasiya Muchkayev Israele                                                | 14,30 m     |
| Lancio del disco | Natalia Stratulat Moldavia                                                        | 55,08 m     | Kristina Rakočević Montenegro                                            | 53,91 m     | Hanna Skydan Azerbaigian                                                    | 49,50 m     |
| Lancio del martello | Martina Hrašnová Slovacchia                                                       | 69,31 m     | Hanna Skydan Azerbaigian                                                 | 68,32 m     | Marina Nichișenco Moldavia                                                  | 65,08 m     |
| Lancio del giavellotto | Marharyta Dorozhon Israele                                                        | 58,00 m     | Elisabeth Eberl Austria                                                  | 49,45 m     | Mihaela Tacu Moldavia                                                       | 46,55 m     |
| miglior prestazione mondiale under 20; miglior prestazione mondiale stagionale under 20; record europeo; miglior prestazione europea stagionale; record europeo under 20; record europeo stagionale under 20; record dei campionati; record nazionale; record nazionale under 20; record nazionale under 18; record personale; record personale stagionale. |                                                                                   |             |                                                                          |             |                                                                             |             |